# Roteiro de quadrinhos
Roteiro de quadrinhos (português brasileiro) ou guião de banda desenhada (português europeu) é o termo utilizado para descrever um documento narrativo utilizado como diretriz para histórias em quadrinhos. Ele detalha enredo, diálogos e ações, funcionando como um guia para os desenhistas, coloristas e letristas envolvidos na criação da obra.
Assim como um roteiro de cinema ou televisão, o roteiro de quadrinhos pode ser precedido por um esboço da trama e, após sua finalização, é geralmente seguido por esboços das páginas, arte-finalização, colorização e letreramento. Nos quadrinhos, ao contrário do cinema e da TV,cada quadro representa um instante estático, sem o movimento da "câmera".
Não há formas prescritas de roteiros de quadrinhos, mas existem dois estilos dominantes na indústria de quadrinhos tradicionais, o  full script (vulgarmente conhecido como estilo DC) e o plot script (estilo Marvel ou método Marvel).
O profissional responsável pela criação do roteiro é chamado de roteirista ou guionista. O mais comum é um roteirista redigir o roteiro completo e então repassá-lo a um desenhista, a menos que sejam a mesma pessoa. Essa colaboração define a linguagem única dos quadrinhos, onde a imobilidade de cada quadro exige precisão na narrativa visual e textual.
Nesse processo, é comum o roteirista também realizar a decupagem, ou seja, a divisão da história em páginas e quadros.Um roteiro tradicional costuma seguir o formato:
- Número da quadros
- Tipo de plano (de Plano Geral a Primeiro Plano)
- Descrição da cena (personagens, cenários, expressões, enquadramento)[4]
- Texto (diálogos e narração)

Essa divisão separa as instruções para o desenhista (composição visual, ângulos, expressões) da parte textual (balões e recodatórios)
Quando o mesmo profissional assume ambas as funções, o roteiro pode ser mais sucinto, indicando apenas o número da quadros e o texto correspondente. Alguns autores sequer escrevem um roteiro formal, partindo direto para os esboços, em alguns casos, o trabalho é dividido em etapas com diferentes responsáveis:
- Argumento (ideia inicial da história)
- Roteiro (desenvolvimento da narrativa, ações e personagens)
- Diálogos e recordatório (textos finais para letreiramento)

## Storyboard
O storyboard de uma história em quadrinhos é um tipo de esboço desenhado, geralmente baseado em um roteiro escrito, exceto quando ele próprio serve como roteiro. Sua função é planejar a encenação da história antes da arte-final. É uma ferramenta essencial para verificar se a narrativa funciona visualmente antes de passar para o desenho definitivo.Dois grandes nomes que adotaram essa abordagem foram John Stanley (conhecido por suas histórias da Luluzinha) e Carl Barks (durante seu trabalho com os Escoteiros-Mirins), que combinavam escrita e desenhos preliminares para transmitir suas ideias aos ilustradores. Essa prática, chamada de rough (roteiro rafeado ou roteiro rascunhado), é especialmente útil quando o roteirista busca maior precisão na transição entre texto e imagem. No mercado japonês, o método é conhecido como name (ネーム, transl. neemu), onde os mangakás planejam a narrativa quadro a quadro. Nos quadrinhos, o storyboard já contém a decupagem, a divisão da narrativa em quadros, planos e ações. Diferente do cinema, onde découpage é uma etapa separada do storyboard, nos quadrinhos ambos os conceitos frequentemente se fundem em um mesmo processo visual.
O storyboard pode variar desde rascunhos simples (quase bonecos de palitos) até versões mais elaboradas, dependendo do autor - que pode ser tanto o roteirista quanto o desenhista. Ele serve para organizar:
- O layout das páginas: quantos quadros por página e como são dispostos
- O conteúdo de cada quadro: ações, personagens e cenários
- O ritmo narrativo: onde colocar momentos de tensão, pausas e diálogos
- A disposição dos balões: quem fala, quando e em qual ordem

Vantagens do storyboard
- Otimiza o planejamento - Antecipa necessidades e organiza etapas
- Visualização completa - Mostra a narrativa e estrutura antes da arte final
- Previne erros - Permite ajustes antecipados, reduzindo retrabalho
- Facilita colaboração - Alinha visão entre roteirista e desenhista

## Full script
Neste estilo, o roteirista descreve toda a história, página por página, quadro a quadro, descrevendo a ação, personagens e, por vezes, fundos e pontos de vista de cada quadro, bem como todos os recordatórios e balões de diálogo. Durante décadas, este foi o formato preferido das revistas publicadas pela DC Comics.
Peter David descreveu sua aplicação específica do método full script:
"Eu divido cada página em quadros, identificados como QUADRO A, QUADRO B, etc. Em seguida, descrevo o conteúdo de cada quadro e depois escrevo os diálogos, numerando os balões. Uso letras para os quadros e números para os balões, a fim de evitar confusão para o letrista."
Além de escrever os roteiros, Jim Shooter também fazia storyboards para o artista em seus primeiros trabalhos na DC.

## Plot script
Nesse estilo, o ilustrador trabalha a partir de uma sinopse fornecida pelo roteirista, em vez de um roteiro completo. O ilustrador desenvolve a história página por página, definindo a composição dos quadros e até contribuindo com elementos narrativos. Depois, o material é enviado de volta ao roteirista, que adiciona os diálogos. Devido ao seu uso generalizado na Marvel Comics no início dos anos 1960, principalmente pelo editor e roteirista Stan Lee e os quadrinistas Jack Kirby e Steve Ditko, esta abordagem tornou-se conhecido como o "método Marvel".

### Origens e evolução
O pesquisador e roteirista Mark Evanier explica que esse método surgiu por necessidade:
"Stan estava sobrecarregado com trabalho, e essa nova forma de colaboração aproveitava o grande talento de Jack Kirby para estruturar narrativas. Às vezes, Stan digitava um resumo da trama para o artista; outras vezes, não."
O roteirista e editor Dennis O'Neil descreve como o método variava:
"Nos anos 60, as sinopses raramente passavam de uma página datilografada. Mas, com o tempo, alguns roteiristas chegavam a escrever 25 páginas de plot para uma história de 22, incluindo até trechos de diálogo. Ou seja, um plot no Método Marvel podia ser desde alguns parágrafos até algo muito mais elaborado."
Stan Lee, em entrevista de 2009, relembrou como usava o método com Steve Ditko já em 1961, em histórias curtas de Amazing Fantasy e outras antologias da Marvel:
"Eu criava contos fantásticos com finais surpresa no estilo O. Henry. Bastava dar a Steve uma única frase sobre a trama, e ele transformava esses esboços em pequenas obras de arte muito melhores do que eu esperava."
Embora associado à Marvel, o método também foi usado esporadicamente em outras editoras. A edição de outubro de 2018 da revista de prévias interna da DC Comics, DC Nation, apresentou uma visão do processo de Brian Michael Bendis em Action Comics #1004, onde ele fornecia um roteiro com divisão de quadros, mas sem diálogos, deixando espaço para a contribuição do artista.
As vantagens do método Marvel em relação ao método de roteiro completo citadas por criadores e profissionais da indústria incluem:
- O fato de que os artistas, que são empregados para visualizar cenas, podem estar mais bem equipados para determinar a estrutura do quadro.[20][21]

- Isso proporciona maior liberdade aos artistas..[20][21]
- O menor fardo colocado sobre o roteirista.[20]

As desvantagens citadas incluem:
- O fato é que nem todos os artistas são roteiristas talentosos e alguns têm dificuldades com aspectos como ideias de enredo e ritmo.[20][22]
- Ela tira vantagem dos artistas, que normalmente são pagos apenas pela arte, embora trabalhem essencialmente como co-roteirista.[22]

### Estilo Kurtzman
Em Uma variação do plot script, atribuída a Harvey Kurtzman, o roteirista divide a história em rafes, ou esboços em thumbnails, com recordatórios e diálogos anotados dentro dos rafes. O ilustrador (que é muitas vezes é co-autor da história), segue os rafes e desenha a história completa. Os quadrinistas Frank Miller e Jeff Smith seguem esse modelo, que também era usado por Archie Goodwin.

### Estilo EC
Atribuído a William Gaines (editor de Kurtzman na EC Comics), o estilo EC é semelhante ao de Kurtzman, mas com uma diferença crucial: o roteirista envia um enredo detalhado para um artista, que o divide em quadros já desenhados na página final. O roteirista então escreve todas os recordatórios e diálogos, que são colados fisicamente dentro desses quadros, e o artista finaliza os desenhos para se ajustarem a esse material colado.
Esse método, trabalhoso e restritivo, caiu em desuso. O último artista conhecido por usar até mesmo uma variação do estilo EC foi Jim Aparo.

### Estilo Jodorowsky
Utilizado por Alejandro Jodorowsky na criação de L’Incal. Inicialmente, ele não escrevia um roteiro tradicional, mas contava e encenava suas ideias diretamente para Moebius, que esboçava os conceitos em forma de storyboards. Suas conversas eram gravadas em fita, e ambos modificavam a trama de forma colaborativa e progressiva.